# Na szlaku Alleluja
Na szlaku Alleluja (ang. The Hallelujah Trail) – amerykański western z 1965 roku w reżyserii Johna Sturgesa. Zdjęcia kręcono głównie w stanie Nowy Meksyk.

## Obsada
- Burt Lancaster jako pułkownik Thaddeus Gearhart
- Lee Remick jako Cora Templeton Massingale
- Jim Hutton jako kapitan Paul Slater
- Pamela Tiffin jako Louise Gearhart
- Donald Pleasence jako „Oracle” Jones
- Brian Keith jako Frank Wallingham
- Martin Landau jako wódz Walks-Stooped-Over